# Port lotniczy Dezful
Port lotniczy Dezful (IATA: DEF, ICAO: OIAD) – port lotniczy Dezful, w ostanie Chuzestan, w Iranie.